# Диплатинанеодим
Диплатинанеодим — бинарное неорганическое соединение, интерметаллид
платины и неодима
с формулой NdPt2,
кристаллы.

## Получение
- Сплавление стехиометрических количеств чистых веществ:

{\displaystyle {\mathsf {2Pt+Nd\ {\xrightarrow {2020^{o}C}}\ NdPt_{2}}}}

## Физические свойства
Диплатинанеодим образует кристаллы
кубической сингонии,
пространственная группа F d3m,
параметры ячейки a = 0,7694 нм, Z = 8,
структура типа магнийдимеди Cu2Mg (фаза Лавеса)
.
Соединение конгруэнтно плавится при температуре 2020°С.